# Lépinas
Lépinas là một xã thuộc tỉnh Creuse trong vùng Nouvelle-Aquitaine miền trung nước Pháp. Xã này nằm ở khu vực có độ cao trung bình 600 mét trên mực nước biển.

## Địa lý
Thị trấn có cự ly khoảng 7 dặm (11 km) về phía nam Guéret tại giao lộ các tuyến đường D3, D50 và tuyến đường D60. Sông Gartempe chảy qua giữa thị trấn.

## Dân số
| 1962                                                        | 1968 | 1975 | 1982 | 1990 | 1999 | 2005 |
| ----------------------------------------------------------- | ---- | ---- | ---- | ---- | ---- | ---- |
| 269                                                         | 306  | 269  | 231  | 225  | 191  | 197  |
| Số liệu điều tra dân số từ năm 1962 Dân số chỉ tính một lần |      |      |      |      |      |      |

## Địa điểm nổi bật
- Nhà thờ, dating từ thế kỷ 12.
- Hồ La Chapelle